# آقا و خانم ماهی
آقا و خانم ماهی (به انگلیسی: Mr. & Mrs. Mahi) یک فیلم درام ورزشی عاشقانه به زبان هندی است که طبق برنامه‌ریزی صورت گرفته در سال ۲۰۲۴ اکران خواهد شد، کارگردان فیلم شاران شارما است و تولید آن توسط استودیو زی و دارما پروداکشنز انجام گرفته است. راجکومار رائو و جانوی کاپور بازیگران اصلی این فیلم هستند.
در نوامبر ۲۰۲۱ اطلاع همگانی انجام گرفت، در حالی که فیلمبرداری از ماه مه ۲۰۲۲ تا مه ۲۰۲۳ انجام شد. طبق برنامه‌ریزی انجام گرفته، فیلم قرار است در روز ۳۱ مه ۲۰۲۴ اکران شود.